# Земеровките убийци
„Земеровките убийци“ (на английски: The Killer Shrews) е американски филм на ужасите от 1959 година, заснет в покрайнините на Далас, Тексас.

## Сюжет
Капитан Торн Шърман (Джеймс Бест) и неговия първи помощник Гризуолд („Джъдж“ Хенри Дюпри) доставят провизии с лодка до отдалечен остров на група обитатели. Групата включва учения Марлоу Крейджис (Барух Лумет), неговия асистент Радфорд Бейнс (Гордън МакЛендън), дъщерята на учения, Ан (Ингрид Гоуде) и нейния годеник Джери Фаръл (Кен Къртис), както и слугата Марио (Алфред Де Сото). Те посрещат мореплавателите, но едва доловимо се противопоставят на идеята на Торн да останат за през нощта, въпреки че наближава ураган. Въпреки това, капитанът отива с групата в двора на лагера им, а Гризуолд остава при лодката с уговорката да се присъедини по-късно към останалите.
Сигурността в лагера далеч не е на най-високо ниво. По време на вечерния коктейл, Торн разбира за животозастрашаващата ситуация. Марлоу Крейджис разкрива, че всъщност тук се занимават с разработването на серум, използвайки като опитни животни местните земеровки. Целта на учения е чрез серума да намали размера на хората и така да се пребори със световния глад. По-малки хора ще изяждат по-малко храна. Експериментите му създават гигантски земеровки- мутанти, които са избягали от опитното поле, като се размножават свободно в природата и с всеки изминал ден стават все по-големи. Затова и групата се барикадира в лагера всяка нощ.
Междувременно Ан започва да проявява симпатии към Торн, предизвиквайки ревност в Джери. Извън лагера гиганските земеровки, които имат отровна захапка, ловуват по-дребните животни за да се хранят. Те нападат и убиват Гризуолд при лодката, след което се насочват към лагера и го обкръжават. Прокопават тунел и през мазето проникват във вътрешността. Торн и Марио отиват да видят какво се случва, но една земеровка напада и ухапва Марио. Торн стреля и я убива. Останалите пристигат в мазето когато Марио умира. Радфорд разбира, че слюнката на земеровката е силно токсична. Той решава, че може да я използва в опита си да убие земеровките. Друга земеровка прониква и убива Радфорд. Извън лагера останалите започват да гризат стените и влизат в главната зала. Земеровките принуждават групата да напусне лагера, бягайки към лодката на Торн. Остава само Джери, който не желае да си тръгне. Оцелелите правят импровизирана броня от петролни варели и скрити зад нея с патешки ход се придвижват по крайбрежието. Променил мнението си, Джери тръгва след другите, но е застигнат и убит от земеровките. Торн, Ан и Марлоу успяват да се доберат до лодката и да напуснат зловещия остров.

## В ролите
- Джеймс Бест като Торн Шърман
- Ингрид Гоуде като Ан Крейджис
- Кен Къртис като Джери Фаръл
- Гордън МакЛендън като Радфорд Бейнс
- Барух Лумет като Марлоу Крейджис
- „Джъдж“ Хенри Дюпри като Рок Гризуолд
- Алфред Де Сото като Марио